# Espírito Santo do Pinhal

Espírito Santo do Pinhal este un oraș în São Paulo (SP), Brazilia.